# 阿卡什迪普·辛格
阿卡什迪普·辛格（Akashdeep Singh，1994年12月2日—），印度男子曲棍球运动员，司职前锋，2014年亚洲运动会男子曲棍球金牌得主、2018年亚洲运动会男子曲棍球铜牌得主。